# Ophichthus brasiliensis
Ophichthus brasiliensis är en fiskart som först beskrevs av Kaup, 1856.  Ophichthus brasiliensis ingår i släktet Ophichthus och familjen Ophichthidae. Inga underarter finns listade i Catalogue of Life.